# María Isasi
María Carlota Isasi-Isasmendi Paredes (Madrid, 29 de septiembre de 1975) es una actriz española.
Hija del director de cine Antonio Isasi-Isasmendi y de la actriz Marisa Paredes, licenciada en Bellas Artes, realizó los estudios de interpretación en la Academia de Juan Carlos Corazza. 

## Trayectoria
Entre su filmografía se encuentra Volavérunt, de Bigas Luna; Los amantes del círculo polar, de Julio Médem; El caballero Don Quijote, de Manuel Gutiérrez Aragón; Salvajes, de Carlos Molinero, película por la que fue nominada al Premio Goya a la mejor actriz revelación en 2002, y Las trece rosas, de Emilio Martínez Lázaro.
Ha realizado también algunas incursiones en televisión, como en un capítulo de la serie de Telecinco Hermanos y detectives. En 2004 participó en varios capítulos de la serie de éxito Aquí no hay quien viva, pidiendo a Natalia (Sofía Nieto) como madre de alquiler posteriormente, esta cambia de idea, y deja a Natalia con el bebé, ya que quería romper su matrimonio y no sabía qué podía hacer con el bebé. A finales de 2009 comenzó su andadura en la serie de La 1 Amar en tiempos revueltos. Es conocida por su interpretación de Diana, la peluquera del teatro comandado por la conocida actriz Estela del Val (Cayetana Guillén-Cuervo). Es la mejor amiga de Rosa (Bárbara Lennie), y está enamorada de Salvador Bellido Huerga (Pep Munné). Trabajó desde octubre de 2009 hasta septiembre de 2010 en la serie.
Del 9 de septiembre al 31 de octubre de 2010 participó en el montaje de Todos eran mis hijos de Arthur Miller, dirigida por Claudio Tolcachir, en el Teatro Español de Madrid. Por su papel, pequeño, pero muy lucido y que le proporciona cinco minutos donde brilla por su actuación, fue galardonada el 2 de noviembre de 2010 con el Premio Ojo Crítico de Teatro 2010, otorgado por Radio Nacional de España.
En 2011 participó en la serie de La Sexta BuenAgente. En 2012 protagoniza un papel principal en la obra de teatro ¡Sin paga, nadie paga! junto a Pablo Carbonell. Entre julio de 2013 y abril de 2014 interpreta el papel de Polixena en la tragedia griega Hécuba de Eurípides en el Festival de Teatro Clásico de Mérida, con posterior gira por España.
Participó en la serie televisiva de TVE con la serie Seis Hermanas donde da vida al personaje de Elpidia. 
Aunque la serie dio comienzo el 22 de abril de 2015, su personaje de criada en casa Silva llegaría a la serie un tiempo después y hasta el final de esta, el 21 de abril de 2017. En Seis Hermanas será la prima de Antonia, propietaria del “Ambigú” y tía de Gabriel, el posterior Conde de Barnos. También será la amante de Raimundo, el marido de Merceditas, otra de las criadas de casa Silva. De esta relación quedará embarazada, pero el niño nunca llegará a nacer.
Participó en la serie Centro médico como Dra. Ángela Vega (Episodio 1012-1167 y aparición en el capítulo final número 1175) 2018-enero de 2019.
En teatro encabezó el elenco de Comedia sin título de Federico García Lorca (2019), en versión de Alberto Conejero.

## Filmografía
| Año       | Serie                               | Personaje                 | Canal    | Notas         |
| --------- | ----------------------------------- | ------------------------- | -------- | ------------- |
| 2000      | Policías, en el corazón de la calle | Víctima                   | Antena 3 | 1 episodio    |
| 2002      | Cuéntame cómo pasó                  | Adela                     | La 1     | 2 episodios   |
| 2005      | A tortas con la vida                | Mamen                     | Antena 3 | 1 episodio    |
| 2005-2006 | Aquí no hay quien viva              | Elena                     | Antena 3 | 2 episodios   |
| 2007      | SMS                                 |                           | La Sexta | 2 episodios   |
| 2009-2010 | Amar en tiempos revueltos           | Fernanda "Diana" Colorado | La 1     | 256 episodios |
| 2010      | Estudio 1                           | Celia                     | La 1     | 1 episodio    |
| 2011      | La muerte a escena                  | Fernanda "Diana" Colorado | La 1     | 2 episodios   |
| 2011      | BuenAgente                          | Charo Santiesteban Pino   | La Sexta | 13 episodios  |
| 2012      | Carta a Eva                         | Funcionaria prisión       | La 1     | 2 episodios   |
| 2016-2017 | Seis hermanas                       | Elpidia                   | La 1     | 31 episodios  |
| 2018-2019 | Centro médico                       | Doctora Ángela Vega       | La 1     | 157 episodios |
| 2020      | Las chicas del cable                | Dolores                   | Netflix  | 5 episodios   |
| 2020      | Historias de Alcafrán               | Marina                    | La 1     | 5 episodios   |